# Flatormenis panamensis
Flatormenis panamensis är en insektsart som först beskrevs av Schmidt 1904.  Flatormenis panamensis ingår i släktet Flatormenis och familjen Flatidae. Inga underarter finns listade i Catalogue of Life.